# Parafimbrios lao
Genre
Espèce
Parafimbrios lao, unique représentant du genre Parafimbrios, est une espèce de serpents de la famille des Xenodermatidae. 
Il est surnommé en anglais Ziggy Stardust Snake par le WWF en hommage à David Bowie car les écailles de sa tête sont iridescentes et reflètent les couleurs de l'arc-en-ciel. 

## Répartition
Cette espèce est endémique des régions karstiques de la province de Luang Prabang au nord du Laos.

## Publication originale
- Teynié, David, Lottier, Le, Vidal & Nguyen, 2015 : A new genus and species of xenodermatid snake (Squamata: Caenophidia: Xenodermatidae) from northern Lao People’s Democratic Republic. Zootaxa, no 3926 (4), p. 523–540.